# Xystrosoma coiffaiti
Xystrosoma coiffaiti es una especie de miriápodo cordeumátido de la familia Chamaesomatidae endémica del noreste de la España peninsular; se encuentra en Cataluña.